# 大宮母娘殺害事件
大宮母娘殺害事件（おおみやおやこさつがいじけん）は、1981年（昭和56年）4月4日に埼玉県大宮市宮町三丁目（現：さいたま市大宮区宮町三丁目）で発生した強盗殺人事件。中学時代の同級生だった男2人が共謀し、母娘2人を殺害して金品を奪った事件である。
事件後に犯人のうち1人は逮捕・起訴され、1991年（平成3年）に死刑判決が確定、1999年（平成11年）に死刑を執行された。しかしもう1人は指名手配されたものの、未検挙のまま1996年（平成8年）10月に病死した。
本事件は『読売新聞』浦和支局が読者投票で選出した1981年の「県内10大ニュース」で1位に選出された。

## 概要
犯人は男S（事件当時30歳）と男D（同30歳）の2人で、互いに福島県西白河郡西郷村の村立川谷中学校で同級生だった。Sは1951年（昭和26年）3月21日に福島県白河市の農家で生まれ、地元の小中学校から県立高校定時制に進学したが、父親が事件を起こしたことにより1967年（昭和42年）に中退。東京都内のタレント養成所に入ったものの1年足らずで退所し、不動産会社や化粧品会社のセールスマンを転々としていた。1974年（昭和49年）に3歳年下の女性と結婚して2児をもうけ、1979年（昭和54年）12月には埼玉県久喜市の建売住宅を1800万円で購入（後に売却）したが、1980年（昭和55年）8月から妻と別居し、1981年3月1日付で離婚していた。一方のDは中学卒業後、東京都北区の運送会社で働きながら都立高校夜間部に通学し、宝石、アクセサリー店、スナック店員などを経て、事件直前までは東京都町田市の工務店に勤めていた。
Sは女性問題で勤務先を解雇され、金に困窮したことから、Sと面識があった和裁教師の女性A1（当時60歳）と彼女の長女である洋裁教師のA2（当時38歳）の母娘を殺して金を奪うことを計画し、1981年4月4日未明、母娘が住んでいた埼玉県大宮市宮町三丁目の民家に侵入した。A1は夫との間にA2をはじめ3人の娘をもうけていたが、事件前年の1980年（昭和55年）6月に夫（65歳没）を脳溢血で亡くしており、また次女と三女は結婚して家を出ていたため、自宅で洋裁教室をしていた長女A2と2人暮らしだった。Sは事件直前の1981年3月初めまで呉服販売会社のセールスマンとして、3年近く被害者A1宅に出入りしていた。
Dは1階で寝ていたA1の頭を鉄パイプで殴打した上で、Sと2人でA1の首を絞めて殺害した。さらに隣室で寝ていたA2もSが鉄パイプで撲殺し、2人は現金約75万円と預金通帳約20通（額面約600万円）、印鑑を奪い逃走した。同日19時25分ごろ、夜になってもA1宅の電気がつかず、2階北東隅のサッシ窓が外されていることを不審に思った近隣住民が110番通報したことをきっかけに事件が発覚した。

## 捜査

### S逮捕
埼玉県警察は事件発生を受け、捜査一課と所轄の大宮警察署による特別捜査本部を設置した。殺害態様の残忍さから、当初は怨恨の線で捜査が進められていたが、4日朝に近所の埼玉銀行大宮北支店でA1名義の預金通帳と印鑑を用いて現金72万円を引き出した者がいたことが確認されたため、物取り目的の強盗殺人事件と断定された。
さらに家庭の内部事情（女性2人だけの暮らし、月末から月初めにかけて和洋裁教室の月謝が入ること）を知っている立場にある者が犯人像として浮上したことから、母娘の交友関係を調べていくうちに事件当日（4日）午前から自室アパートに戻ってきていなかったSが捜査線上に浮上した。またSは事件当時、自動車ローンの支払などで金を困っていたことなども判明し、Sのアパートの部屋を調べたところ、被害者母娘と同じ血液型の血痕が付着した衣類が発見された。Sは同月21日に指名手配され、同年5月10日に和歌山県和歌山市内のパチンコ店で働いていたところを発見され、和歌山県警察捜査一課によって逮捕された。

### Dの逃亡生活、そして病死
その後、Sや彼と同行していた女性（当時18歳）の証言によってDの関与も判明したため、特捜本部は同月12日にDを指名手配したが、Dは逃亡を続け、偽名を名乗りながら職を転々としてアルバイトなどで生計を立てていた。
Dは1990年（平成2年）12月から東京都世田谷区の仕出し弁当屋に勤務しながら、1991年（平成3年）10月からは逃亡中に勤めていたホテルの元同僚である女性とともに杉並区内のアパートで生活していた。同居相手の女性はDから「おばちゃん」と呼び慕われており、Dが指名手配犯であることを最後まで知らないまま、健康保険証を持たない彼のために入院費用（合計約400万円）を払い続けていた。またDはよく同僚と酒を飲みに行っていたが、人の多い新宿や渋谷で飲むことは決してなく、定職に就きながら身元発覚を恐れたためか、正社員登用を頑なに断り続け、死ぬまで一貫してアルバイトで働いていた。
Dは1993年（平成5年）7月以降、肝硬変で入退院を繰り返し、1996年（平成8年）10月6日に東京都武蔵野市内の入院先の病院で死亡した（45歳没）。病院が患者の身元に不審な点があるとして警視庁武蔵野警察署に届け出、同署が指紋照合などを行った結果、指名手配中のDであることが判明した。1997年（平成9年）2月17日付で、大宮署は被疑者死亡のままDを強盗殺人容疑で浦和地方検察庁へ書類送検し、同署に15年1か月余り設置されていた捜査本部はこの書類送検をもって解散した。なお当時の強盗殺人罪の公訴時効は15年であった一方、Dの死亡が確認された時点では事件発生から15年6か月が経過していたが、刑事訴訟法の規定により、共犯者が起訴されてから刑が確定するまでの間は時効の進行が停止するため、Sの公判中はDの公訴時効は停止しており、Dが死亡した時点でも成立していなかった。

## 刑事裁判
被告人Sは強盗殺人罪に問われ、1982年（昭和57年）3月30日に浦和地方裁判所第2刑事部（米沢敏雄裁判長）で検察官の求刑通り死刑判決を言い渡された。Sの弁護人である久島和夫は事実誤認と量刑不当を訴え、東京高等裁判所へ控訴したが、1987年（昭和62年）6月23日に東京高裁刑事第12部（小野慶二裁判長）で控訴棄却の判決を言い渡された。
Sは最高裁判所へ上告し、上告審では自白調書には任意性がないこと、主導者はDであること、殺害状況も原判決の認定とは異なること、また死刑は残虐な刑罰を禁じた憲法に反し、死刑廃止の世界的な潮流にも反することを主張したが、1991年（平成3年）11月29日に最高裁第二小法廷（藤嶋昭裁判長）で上告棄却の判決を言い渡され、同年12月18日付で死刑が確定した。

## 死刑執行
死刑廃止運動団体「死刑廃止・たんぽぽの会」（福岡県福岡市）代表の山崎博之は1999年（平成11年）9月1日付で、当時東京拘置所に収監されていたSを含む死刑確定者（死刑囚）4人について「近く死刑が執行される危険がある」として、福岡地裁に4人の人身保護請求を申し立てた。同申立の対象者はSのほか、東京都北区幼女殺害事件の死刑確定者（東京拘置所在監）、福島女性飲食店経営者殺害事件の死刑確定者（宮城刑務所仙台拘置支所在監）、熊本母娘殺害事件の死刑確定者（福岡拘置所在監）の計4人で、いずれも1991年から1992年（平成4年）にかけて死刑が確定していた。また申立の相手は、対象者4人それぞれの収監先であった拘置所の所長である。彼らは当時、いずれも死刑確定から年数が経過しており、再審請求もしていなかったことから、死刑廃止運動の関係者の間で、近く死刑を執行される可能性があると見られていた。そのため、山崎が人身保護法に基づいて彼ら4人の人身保護請求を申し立てたものであったが、福岡地裁（古賀寛裁判長）は同月8日までに「人身保護請求は明らかに違法な場合に適用が認められる。本件は適法と推定される」として請求を棄却する決定を出し、S以外の3人はいずれも同月10日、法務省（法務大臣：陣内孝雄）が発した死刑執行命令によって死刑を執行された。山崎は同月13日、この3人に対する請求棄却決定を不服として最高裁へ特別抗告したが、最高裁第二小法廷（亀山継夫裁判長）は憲法違反など特別抗告ができる理由が見当たらないことを理由に、同年11月25日までに同抗告を棄却する決定を出している。
その後、死刑廃止を求める団体のメンバーが同年12月15日付で改めてSの死刑執行停止を求める人身保護請求を東京地裁に申し立て、刑場のない拘置所へSの身柄を移すことを求めていたが、申立から2日後の同月17日、Sは東京拘置所で死刑を執行された（48歳没）。これは法務大臣・臼井日出男が発した死刑執行命令によるもので、同日には福岡拘置所でも、「長崎雨宿り殺人事件」で死刑が確定しており、第7次再審請求中だった死刑囚（62歳没）に対する刑が執行されている。彼ら2人がいずれも人身保護請求中と再審請求中に死刑を執行されたことを受け、アムネスティ・インターナショナル日本支部や「死刑廃止フォーラムinおおさか」など死刑廃止を求める市民団体は同月17日、「裁判所の判断を待たず法務省が一方的に死刑を執行した。国際世論はこのような日本政府の暴挙を許さないはずだ」とする抗議声明を発表した。